# Der Schrei der Menge
Der Schrei der Menge (Originaltitel: The Crowd Roars) ist ein US-amerikanisches Filmdrama des Regisseurs Howard Hawks aus dem Jahr 1932.

## Handlung
Der erfolgreiche Autorennfahrer Joe Greer kehrt in seine Heimatstadt zurück. Seine Freundin Lee Merrick will, dass er mit dem Rennfahren und dem Trinken aufhört. Joes jüngerer Bruder Eddie ist ebenfalls Rennfahrer und feiert seine ersten Erfolge. Joe nimmt Eddie mit in sein Team und bricht mit ihm zu einer Rennserie auf. Er telegrafiert Lee seine Pläne, die sich mit ihrer Freundin Ann Scott unterhält. Lee trifft Joe am Bahnhof, doch Joe will nicht, dass sein Bruder von seiner Beziehung zu Lee erfährt. Eddie besucht Lee, die ihn und die auch anwesende Ann mit Drinks versorgt. Joe taucht auf und trennt sich von Lee, denn er will Eddie vor Ärger mit Frauen schützen. Lee ist erschüttert von der Trennung.
Ann besucht Eddie und geht mit ihm aus. Lee wird von Spud Connors, einem Teamkollegen von Joe und Eddie, benachrichtigt, dass Joe betrunken und wütend auf Ann und Eddie sei. Ann gesteht Lee, dass sie sich in Eddie verliebt habe, wird von Joe aber aufgefordert, die Finger von Eddie zu lassen. Eddie erzählt er, dass Ann ihm nicht gut täte. Beim nächsten Rennen ist Joe betrunken, Eddie ist wütend. Beide liefern sich ein hartes Rennen und verursachen durch ihre aggressive Fahrweise Unfälle. So findet Spud durch einen von Joe verursachten Unfall den Tod. Eddie gewinnt das Rennen. 
Der Automobilproduzent Duesenberg bietet Eddie einen Platz für das prestigeträchtige Indianapolis 500 an. Mittlerweile ist er mit Ann verlobt. Lee leiht sich von Ann Geld um nach Indianapolis reisen zu können, denn hier hofft sie auf Joe zu treffen, den sie immer noch liebt. Joe hat das Team verlassen und versucht, bei anderen Rennställen als Fahrer unterzukommen. Seine Versuche scheitern. Joe trifft tatsächlich auf Lee und folgt ihr auf ihr Zimmer. Er hat seit dem Unfall mit dem Trinken aufgehört, hat jedoch keinen Nerv fürs Rennen. 
Im Rennen liegt Eddie an der Spitze. Allerdings hat er Reifenprobleme, will jedoch nicht zum Reifenwechsel stoppen. Ein Reifenplatzer verletzt ihn am Arm. Joe übernimmt von ihm das Steuer und kann trotz eines weiteren schadhaften Reifens das Rennen gewinnen. Der schadhafte Reifen platzt erst kurz hinter der Ziellinie. Zusammen mit seinem Bruder liegt der leicht verletzte Joe im Krankenwagen, und sie werden ins Krankenhaus gefahren.

## Kritiken
Das Lexikon des internationalen Films schreibt: „Hawks’ Film beweist das Talent des Regisseurs für Action und sein Gespür in der Darstellung von resoluten, starrköpfigen Figuren. Mitten in der Zeit der wirtschaftlichen Depression entstanden, ist der Film auch eine Variation des amerikanischen Traums vom erfolgreichen Individuum.“

## Hintergrund
Der Film wurde am 16. April 1932 in den Vereinigten Staaten uraufgeführt. Die deutsche Erstaufführung fand im Juli 1932 statt. Der Film erschien unter dem Titel  Der Schrei der Masse  in einer deutschen Synchronfassung. Für James Cagney sprach Reinhold Bernt. In einer neueren Synchronisation lieh Wolfgang Draeger dem Hauptdarsteller seine Stimme. Die deutsche TV-Erstausstrahlung des Films war am 5. Mai 1979.
Damals bekannte amerikanische Rennfahrer wie Billy Arnold, Fred Frame, Harry Hartz, Ralph Hepburn, Wilbur Shaw, Shorty Cantlon, Mel Kenealy, Stubby Stubblefield und Spider Matlock verkörpern sich selbst in kurzen Gastauftritten. In kleineren Nebenrollen sind John Conte, Edward McWade und Regis Toomey zu sehen.
Die Produktionsgesellschaft Warner Bros. veröffentlichte Meldungen, die besagten, dass bei den Dreharbeiten in neun Unfällen 14 Rennwagen zu Schrott gefahren wurden, sieben Rennfahrer kamen mit Verletzungen ins Hospital. In späteren Interviews gab Regisseur Hawks bekannt, dass Duesenberg für den Film eine Anhängevorrichtung entwickelt habe. Rennwagen wurden auf einen Anhänger gesetzt, der auf ca. 190 km/h beschleunigt wurde. Die Wagen wurden nun mit blockierten Rädern vom Anhänger gelassen, somit konnte ein Reifenverlust bei hohem Tempo simuliert werden. Hawks gab zudem an, dass es zu keinen größeren Unfällen kam.
Die Rennszenen entstanden auf dem Indianapolis Motor Speedway.  
1939 inszenierte Lloyd Bacon ein Remake des Films unter dem Titel Indianapolis Speedway mit Ann Sheridan und Pat O’Brien in den Hauptrollen. Frank McHugh spielte hier dieselbe Rolle wie schon im 1932er-Film.